# Японський стандартний час
Японський стандартний час (яп. 日本標準時, にほんひょうじゅんじ, Nihon Hyōjunji ; англ. Japan Standard Time, JST) — часовий пояс, що випереджає Всесвітній координований час на 9 годин. Різниця з українським часом становить +7 годин (влітку +6 годин). 
За основу стандартного часу береться регіональний середній сонячний час у японському місті Акаші префектури Хьоґо в точці 135 °C східної довготи. Використовується на всій території Японії, за винятком окупованих Росією Північних територій (частина округу Немуро префектури Хоккайдо). JST також збігається з часом у Кореї, Східній Індонезії та Палау. 
В Японії називається Японським часом (яп. 日本時間, にほんじかん, nihon jikan) або Центральним стандартним часом (яп. 中央標準時, ちゅうおうひょうじゅんじ, Chūō Hyōjunji). За кордоном інколи називається Токійським часом (англ. Tokyo Standard Time).